# Les Grandes Baigneuses (Cézanne, Londres)
Pour les articles homonymes, voir Les Grandes Baigneuses.
Les Grandes Baigneuses est un tableau réalisé par le peintre français Paul Cézanne vers 1894-1905. De format horizontal, cette huile sur toile représente onze baigneuses nues dans de la végétation. Achetée en 1964, l'œuvre est conservée à la National Gallery de Londres, en Angleterre, au Royaume-Uni.

## Thème
Cézanne a représenté des baigneurs à de nombreuses reprises, et trois de ses peintures ont pour titre Les Grandes Baigneuses. Celles de Londres sont surtout comparables aux Grandes Baigneuses du Philadelphia Museum of Art, à Philadelphie, en Pennsylvanie, aux États-Unis.

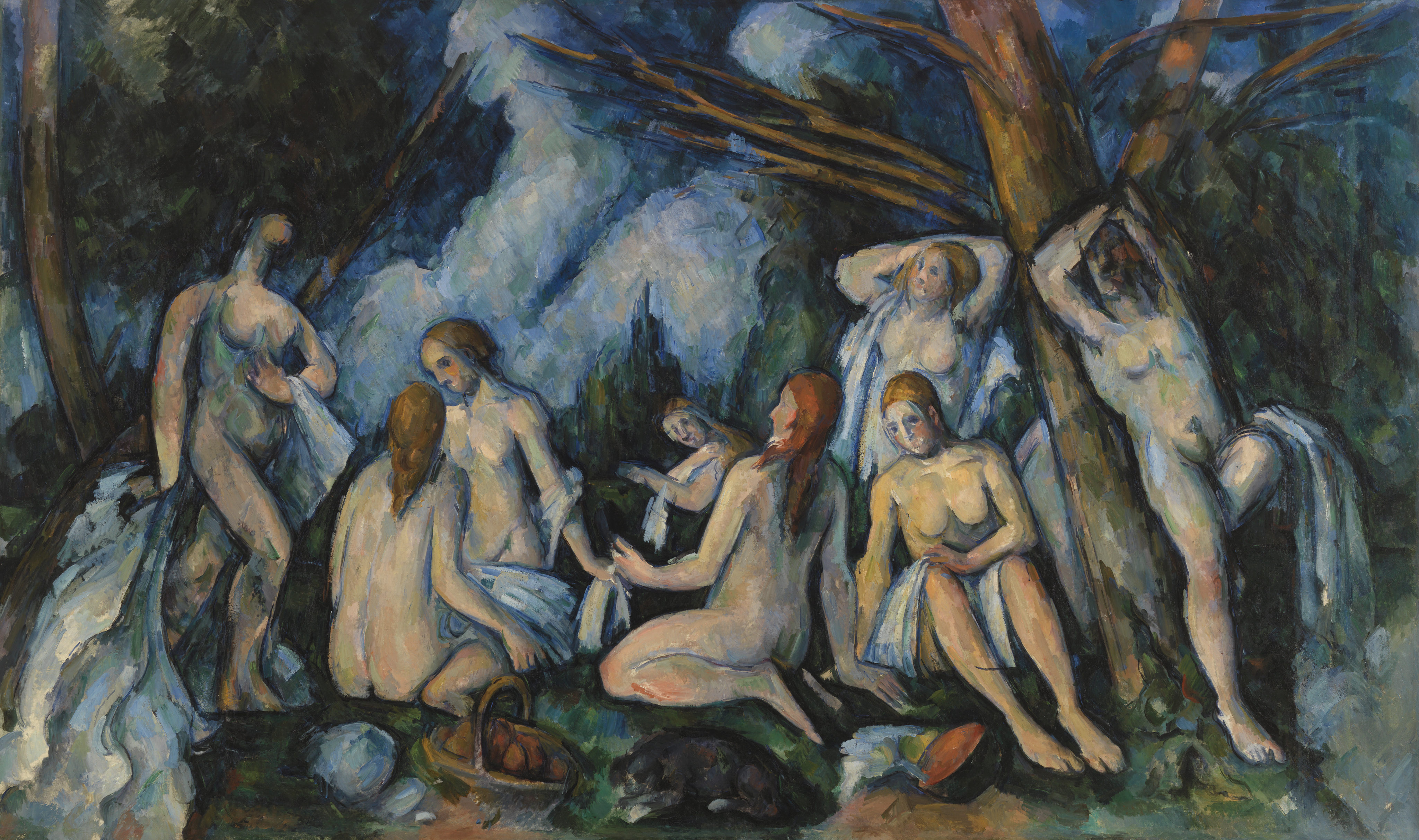
Les Grandes Baigneuses, vers 1894-1906 – Fondation Barnes, Philadelphie.
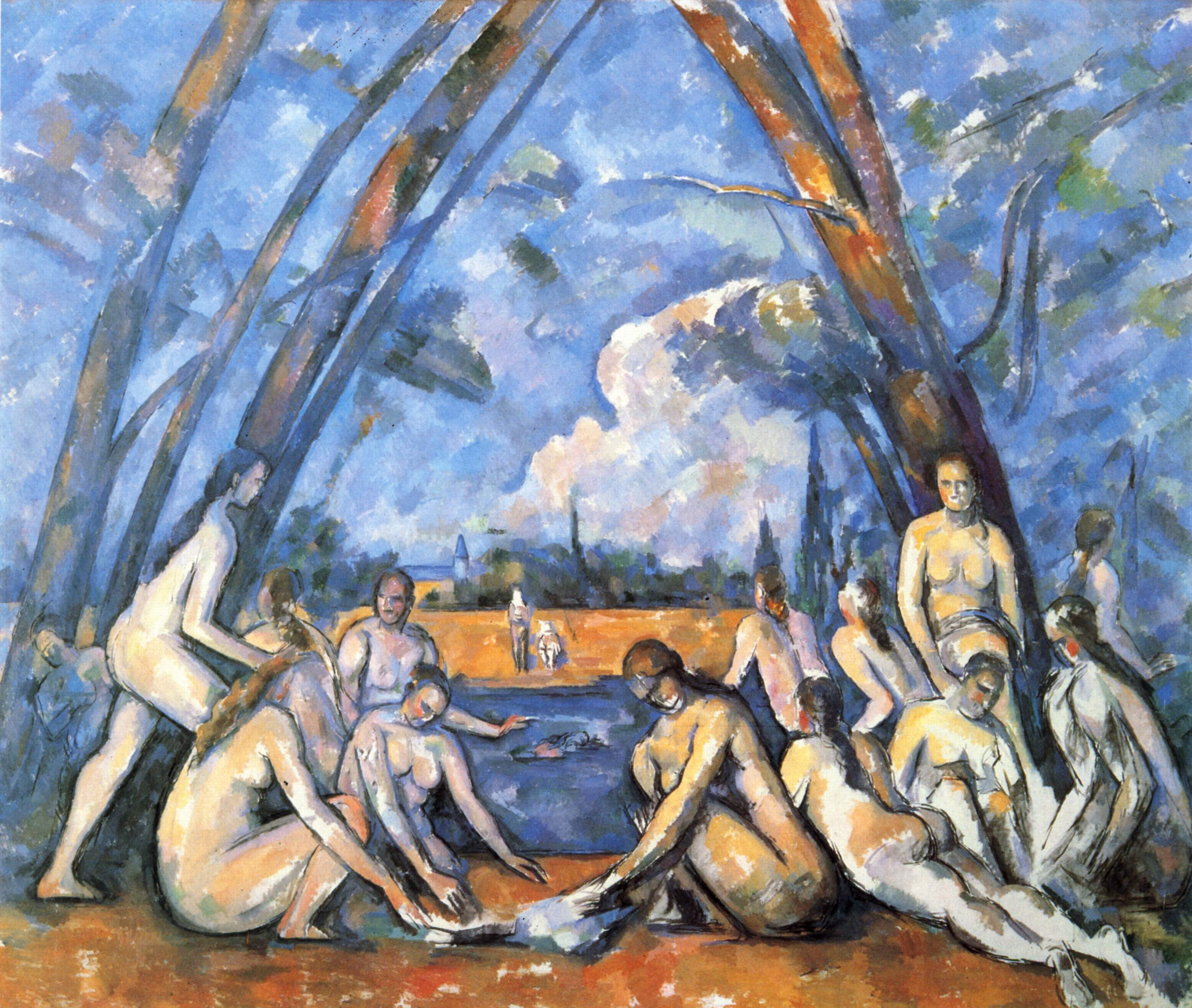
Les Grandes Baigneuses, 1900-1906 – Philadelphia Museum of Art, Philadelphie.